# Распознавание лиц

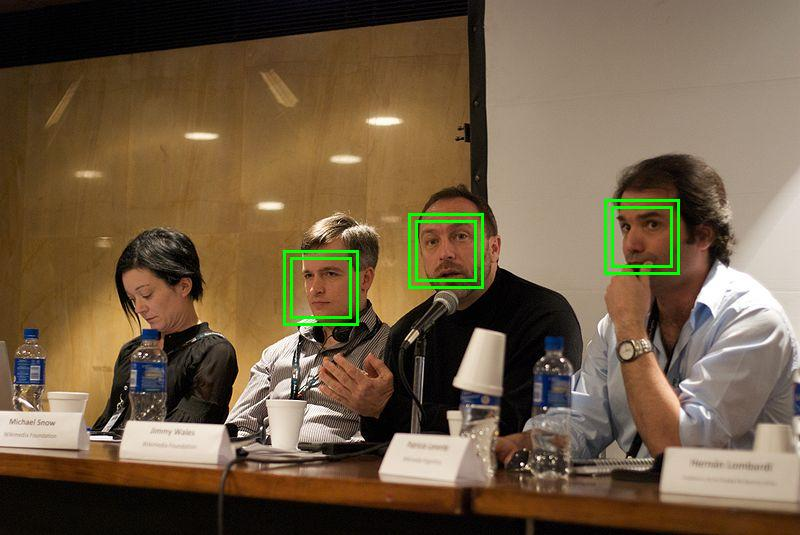
Пример локализации лиц на фотографии

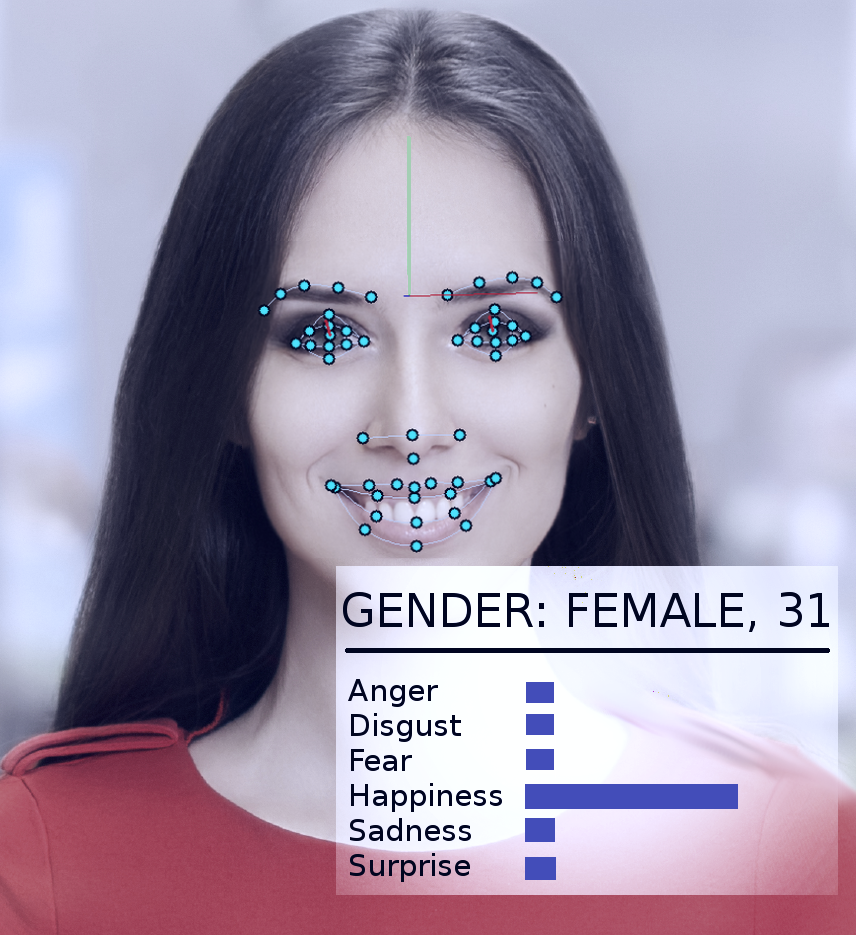
Распознавание лица по фотографии

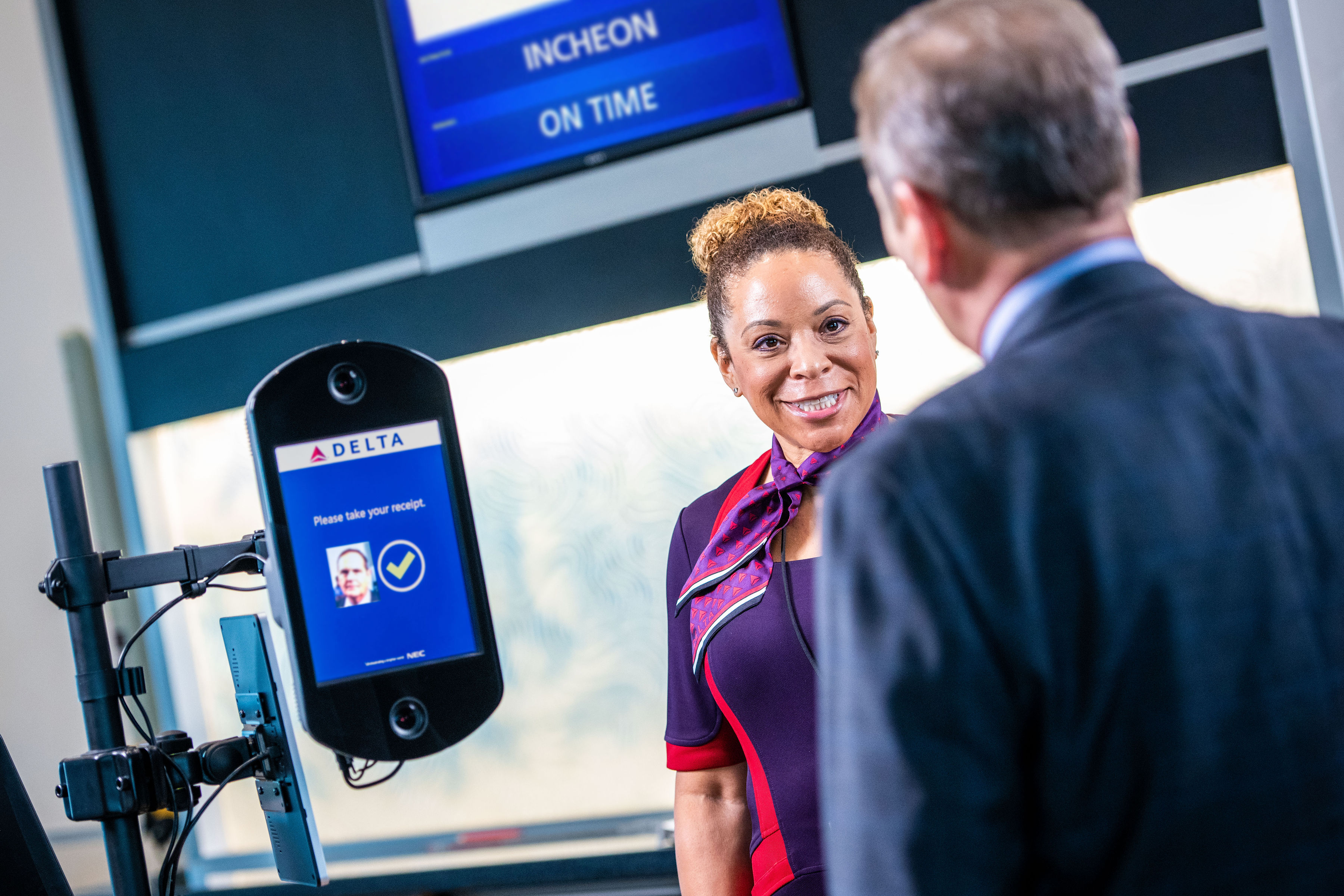
Система распознавания лиц в американском аэропорту 2018 год

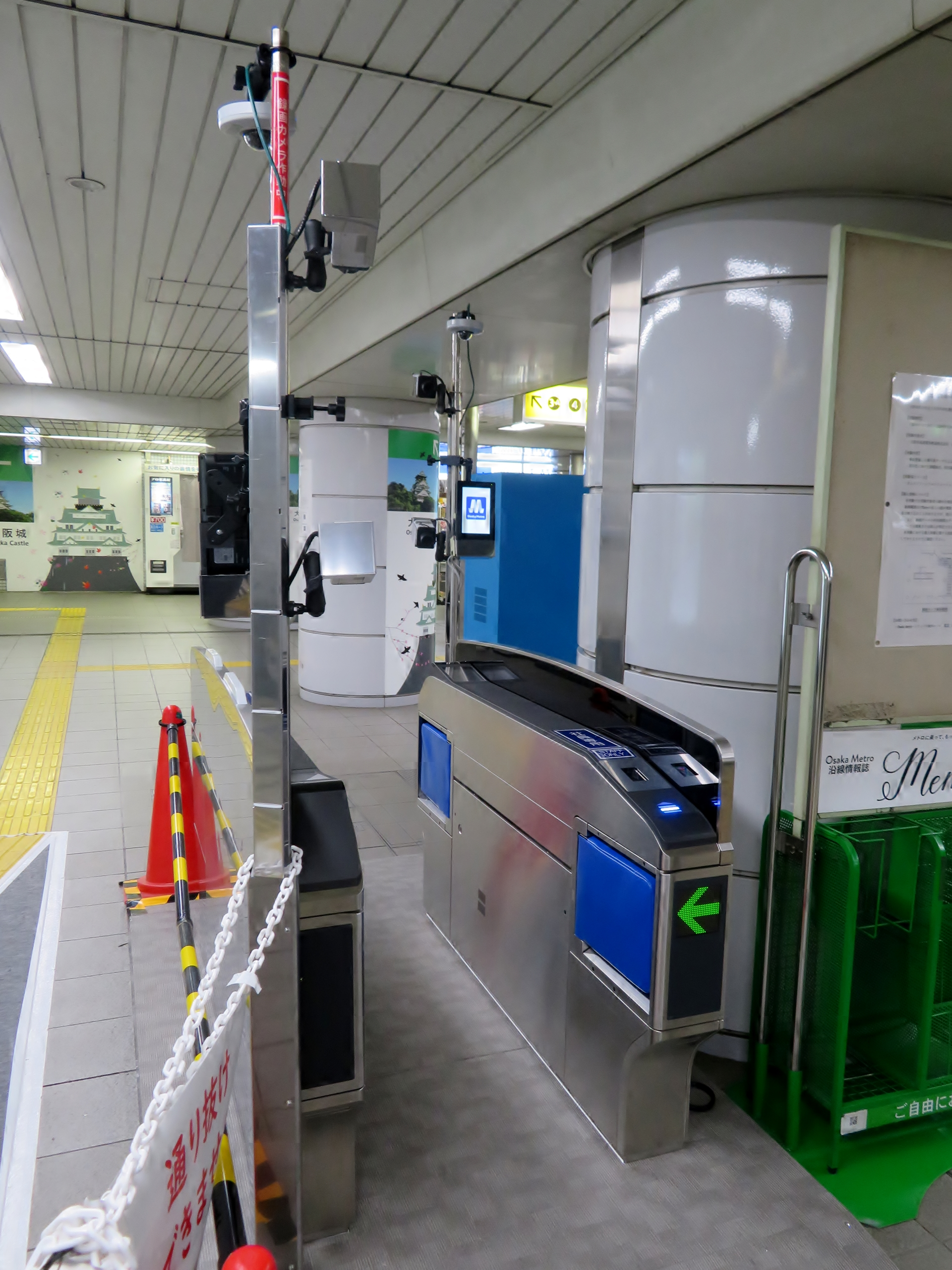
Автоматический турникет с системой распознавания лиц, Осакский метрополитен

Распознава́ние лиц — практическое приложение теории распознавания образов, в задачу которого входит автоматическая локализация лица на фотографии и, в случае необходимости, идентификация персоны по лицу. Функцию идентификации людей на фотографиях уже активно используют в программном обеспечении для управления фотоальбомами (Picasa, iPhoto и др.).

## Технология
Задача идентификации и распознавания лиц — это одна из первых практических задач, которая стимулировала становление и развитие теории распознавания и идентификации объектов.
Интерес к процедурам, лежащим в основе процесса узнавания и распознавания лиц, всегда был значительным, особенно в связи с возрастающими практическими потребностями: охранные системы, верификация, криминалистическая экспертиза, телеконференции и т. д. Несмотря на ясность того житейского факта, что человек хорошо идентифицирует лица людей, совсем не очевидно, как научить ЭВМ проводить эту процедуру, в том числе как декодировать и хранить цифровые изображения лиц. Ещё менее ясными являются оценки схожести лиц, включая их комплексную обработку. Можно выделить несколько направлений исследований проблемы распознавания лиц:
- нейропсихологические модели;
- нейрофизиологические модели;
- информационно — процессуальные модели;
- компьютерные модели распознавания.

Проблема распознавания лиц рассматривалась ещё на ранних стадиях компьютерного зрения. Ряд компаний на протяжении более 40 лет активно разрабатывают автоматизированные, а сейчас и автоматические системы распознавания человеческих лиц: Smith & Wesson (система ASID — Automated Suspect Identification System); ImageWare (система FaceID); Imagis, Epic Solutions, Spillman, Miros (система Trueface); Vissage Technology (система Vissage Gallery); Visionics (система FaceIt).
Технологии распознавания лиц позволяют производить автоматический поиск и распознавание лиц в графических файлах и видеопотоке.

## Опасность для свободы
По мнению некоторых специалистов, развитие технологии распознавания лиц представляет потенциальную опасность для свободы личности.

## Применение

### Идентификация погибших
Украинские власти используют методы распознавания лиц для идентификации погибших российских военнослужащих. Снимки лиц погибших, тела которых хранятся в вагонах-рефрижераторах, оцифровываются, после чего проводится поиск совпадений по социальным сетям с использованием технологии американской компании Clearview AI. Методика позволяет также находить аккаунты погибших в социальных сетях. После идентификации трупов сотрудники Министерства цифровой трансформации Украины посылают извещение родственникам погибших в Россию. Точное количество опознанных не сообщается, однако по словам руководителя министерства М. А. Фёдорова, процент идентификации «высокий».

## Ошибки распознавания
Известный американский специалист в области ИИ Гэри Маркус указывает на опасность ошибок при использовании распознавания лиц полицией и спецслужбами::

[Ошибочное распознавание] совершенно неприемлемо, если на карту ставится человеческая жизнь и безопасность. Автоматическое распознавание людей на фотографиях может иметь надежность 90 %, и если речь идет только о личном использовании этой технологии, то этого будет вполне достаточно. Но если её применяет полиция для поиска подозреваемых на записях камер наблюдения, то 10 % ошибок — это катастрофически много.